# Operacja Nagietek
Operacja Nagietek (ang. Operation Marigold) – amerykański kryptonim nieudanej tajnej próby wypracowania kompromisowego rozwiązania wojny w Wietnamie, podjętej przez polskiego dyplomatę Janusza Lewandowskiego, członka Międzynarodowej Komisji Kontroli i ambasadora Włoch w Sajgonie, Giovanniego D'Orlandiego, we współpracy z ambasadorem USA w Sajgonie, Henry Cabot Lodge Jr., pod koniec 1966 roku.
W swojej książce z 2012 roku James Hershberg argumentuje, że gdyby Stany Zjednoczone nie przegapiły okazji, bezpośrednie rozmowy między Stanami Zjednoczonymi a Wietnamem Północnym mogłyby rozpocząć się mniej więcej półtora roku przed majem 1968 roku, kiedy faktycznie miały miejsce w Paryżu; wojna lub przynajmniej masowe bezpośrednie zaangażowanie militarne USA w nią mogło zakończyć się wcześniej; a liczba Amerykanów, którzy zginęli w wojnie, mogła nie wzrosnąć z 6250 do ponad 58 000.
Administracja ówczesnego prezydenta USA Lyndona B. Johnsona nazwała tę inicjatywę "nagietek", zgodnie z tradycją nadawania wysiłkom pokojowym nazw kwiatów.

## Przebieg
10 kwietnia 1966 roku Lewandowski przybył do Sajgonu. Kilka dni później poleciał do Hanoi. Po naradzie z polskim ministrem spraw zagranicznych Adamem Rapackim misję zaakceptował Leonid Breżniew. Pozytywnie wypowiadał się o niej prezydent Lyndon B. Johnson.
Lewandowski rozmawiał w Hanoi z premierem Wietnamu Północnego Pham Van Dongiem, którego starał się nakłonić do negocjacji pokojowych. Jego inicjatywa trafiła do przekonania przedstawicielom władz północnowietnamskich. Spytano go, czy mógłby odegrać rolę w takich negocjacjach. Po powrocie Lewandowskiego do Sajgonu minister spraw zagranicznych Wietnamu Południowego zorganizował jego spotkanie z prezydentem Nguyenem Van Thieu. Na tym spotkaniu również padła sugestia, by Polak pośredniczył w rozmowach pokojowych. Lewandowski wrócił do Hanoi w czerwcu 1966 roku. Premier Pham Van Dong powiedział mu, że Wietnam Północny jest gotów pójść na znaczne ustępstwa, takie jak zaakceptowanie neutralnego Wietnamu Południowego, może nawet z ówczesnym rządem. Poproszono jedynie o terminarz wycofania się Amerykanów, nie żądając ich natychmiastowego wyjścia z Wietnamu.
Rozmowy pokojowe były wspierane przez włoskiego ministra spraw zewnętrznych Amintore Fanfani. Ambasador Włoch w Wietnamie Południowym Giovanni D'Orlandi, który zaprzyjaźnił się z Lewandowskim, zorganizował w swej ambasadzie spotkanie Polaka z ambasadorem USA Henrym Cabotem Lodge'em. Lewandowski dopilnował, by idee Amerykanina dotarły do Hanoi. Jedną z nich była gotowość Waszyngtonu do zaakceptowania neutralności Wietnamu Południowego. W grę wchodziło też powiązanie zakończenia bombardowań z przerwaniem przez stronę północną infiltracji Południa.
Ostateczny kompromis osiągnięty przez D’Orlandiego oraz Lewandowskiego zadecydował o następującym:
- wolne wybory pod międzynarodową kontrolą w przeciągu dwóch lat;
- rząd Południowego Wietnamu będzie zawierał przedstawicieli skrajnych ugrupowań (generał Ky oraz Vietcong) i zachowywał politykę neutralności;
- ostateczne wycofanie wojsk amerykańskich[6].

Zawieszenie bombardowania Hanoi przez Amerykanów w czasie, gdy przebywała tam misja Lewandowskiego pod koniec listopada, zostało zinterpretowane jako subtelna wskazówka, że Amerykanie są otwarci na rozmowy. 
1 grudnia 1966 roku Wietnam Północny postanowił przetestować gotowość Waszyngtonu do pokoju, zwracając się do Lewandowskiego o poinformowanie ambasadora Lodge'a, że jeśli Amerykanie rzeczywiście poważnie podchodzą do sprawy, powinni udać się na spotkanie z ambasadorem Wietnamu Północnego w Warszawie. Johnson chętnie się zgodził.
Mediacja Lewandowskiego sprawiła, że zarówno rząd północnowietnamski, jak i amerykański uzgodniły, że odbędzie się bezpośrednie spotkanie ich ambasadorów w Warszawie, na którym ambasador USA w Polsce John A. Gronouski potwierdzi, że Waszyngton rzeczywiście trzymał się stanowisk, tzw. "Dziesięciu punktów”, które Lewandowski przekazał Hanoi od Lodge'a. Jednak wysiłki zostały wstrzymane, gdy po raz pierwszy od ponad pięciu miesięcy wznowiono bombardowania w rejonie Hanoi, 2 i 4 oraz ponownie w dniach 13–14 grudnia. Prezydent Lyndon B. Johnson zezwolił na dalsze ataki pomimo ostrzeżeń ze strony Polaków, a następnie starszych członków jego własnego zespołu ds. bezpieczeństwa narodowego, że dalsze ataki na Hanoi mogą spowodować upadek operacji Nagietek.
Do Warszawy udał się północnowietnamski dyplomata Nguyen Dinh Phuong. Do spotkania z ambasadorem Johnem A. Gronouskim jednak nie doszło. 
Po tym, jak Polacy, najwyraźniej odzwierciedlając życzenia Hanoi, zerwali inicjatywę 14 grudnia, Johnson z opóźnieniem wstrzymał bombardowania w promieniu dziesięciu mil od centrum Hanoi, ale pomimo polskich nalegań kierownictwo Wietnamu Północnego odmówiło ponownego rozważenia decyzji o wycofaniu zgody na bezpośrednie kontakty. 30 grudnia minister spraw zagranicznych Adam Rapacki przekazał Gronouskiemu ostateczne odrzucenie rozmów przez Hanoi, wskutek czego operacja Nagietek upadła. Lewandowski opuścił Wietnam w maju 1967 roku.
Okoliczności operacji po raz pierwszy wyciekły do druku publicznego w dwóch artykułach Roberta H. Estabrooka w The Washington Post w lutym 1967 r., a następnie były przedmiotem intensywnego śledztwa przeprowadzonego przez reporterów The Los Angeles Times, Davida Kraslowa i Stuarta H. Loory'ego, którzy opublikowali swoje odkrycia w The Secret Search for Peace in Vietnam (Nowy Jork: Random House, 1968). Amerykańska strona sprawy pojawiła się po raz pierwszy w odtajnionych dokumentach zawartych w obszernej chronologii zawartej w tomach dyplomatycznych Pentagon Papers, które nie zostały ujawnione przez Daniela Ellsberga, ale pojawiały się stopniowo.